# BAFTA a l'estrella emergent
El BAFTA a l'estrella emergent, anomenat comercialment EE Rising Star Award i prèviament Orange Rising Star Award, és un dels premis BAFTA atorgats per la British Academy of Film and Television Arts (BAFTA) en una cerimònia anual des de 2006, en reconeixement dels èxits assolits en el setè art. El premi està dedicat a la memòria de Mary Selway, morta el 2004; Selway era una reconeguda directora de càsting que va ajudar molts intèrprets novells a aconseguir la fama. Els cinc nominats són escollits independentment del seu gènere, la nacionalitat i si han fet un gran avenç a la televisió, el cinema o tots dos.

## Guanyadors i nominats
Els anys indicats són aquells en què es va celebrar la cerimònia, que té lloc l'any següent de l'estrena de les pel·lícules en qüestió.

### Dècada del 2000
| Any  | Guanyadors | Guanyadors   | Candidats                                                                    | Ref.  |
| ---- | ---------- | ------------ | ---------------------------------------------------------------------------- | ----- |
| 2006 |            | James McAvoy | - Chiwetel Ejiofor - Gael García Bernal - Rachel McAdams - Michelle Williams | [ 2 ] |
| 2007 |            | Eva Green    | - Emily Blunt - Naomie Harris - Cillian Murphy - Ben Whishaw                 | [ 3 ] |
| 2008 |            | Shia LaBeouf | - Sienna Miller - Elliot Page - Sam Riley - Tang Wei                         | [ 4 ] |
| 2009 |            | Noel Clarke  | - Michael Cera - Michael Fassbender - Rebecca Hall - Toby Kebbell            | [ 5 ] |

### Dècada del 2010
| Any  | Guanyadors | Guanyadors      | Candidats                                                               | Ref.   |
| ---- | ---------- | --------------- | ----------------------------------------------------------------------- | ------ |
| 2010 |            | Kristen Stewart | - Jesse Eisenberg - Nicholas Hoult - Carey Mulligan - Tahar Rahim       | [ 6 ]  |
| 2011 |            | Tom Hardy       | - Gemma Arterton - Andrew Garfield - Aaron Taylor-Johnson - Emma Stone  | [ 7 ]  |
| 2012 |            | Adam Deacon     | - Chris Hemsworth - Tom Hiddleston - Chris O'Dowd - Eddie Redmayne      | [ 8 ]  |
| 2013 |            | Juno Temple     | - Elizabeth Olsen - Andrea Riseborough - Suraj Sharma - Alicia Vikander | [ 9 ]  |
| 2014 |            | Will Poulter    | - Dane DeHaan - George MacKay - Lupita Nyong'o - Léa Seydoux            | [ 10 ] |
| 2015 |            | Jack O'Connell  | - Gugu Mbatha-Raw - Margot Robbie - Miles Teller - Shailene Woodley     | [ 11 ] |
| 2016 |            | John Boyega     | - Taron Egerton - Dakota Johnson - Brie Larson - Bel Powley             | [ 12 ] |
| 2017 |            | Tom Holland     | - Laia Costa - Lucas Hedges - Ruth Negga - Anya Taylor-Joy              | [ 13 ] |
| 2018 |            | Daniel Kaluuya  | - Florence Pugh - Josh O'Connor - Tessa Thompson - Timothée Chalamet    | [ 14 ] |
| 2019 |            | Letitia Wright  | - Jessie Buckley - Cynthia Erivo - Barry Keoghan - Lakeith Stanfield    | [ 15 ] |

### Dècada del 2020
| Any  | Guanyadors | Guanyadors    | Candidats                                                                  | Ref.   |
| ---- | ---------- | ------------- | -------------------------------------------------------------------------- | ------ |
| 2020 |            | Micheal Ward  | - Awkwafina - Jack Lowden - Kaitlyn Dever - Kelvin Harrison Jr.            | [ 16 ] |
| 2021 |            | Bukky Bakray  | - Kingsley Ben-Adir - Morfydd Clark - Ṣọpẹ Dìrísù - Conrad Khan            | [ 17 ] |
| 2022 |            | Lashana Lynch | - Ariana DeBose - Harris Dickinson - Millicent Simmonds - Kodi Smit-McPhee | [ 18 ] |
| 2023 |            | Emma Mackey   | - Naomi Ackie - Sheila Atim - Daryl McCormack - Aimee Lou Wood             | [ 19 ] |